# Ian Sloan (mathématicien)
Ian Hugh Sloan (né le 17 juin 1938 à Melbourne) est un spécialiste australien des mathématiques appliquées.